# Prior Velho
Prior Velho ist eine Gemeinde (Freguesia) im portugiesischen Kreis Loures. In ihr leben 7094 Einwohner (Stand 30. Juni 2011).